# Axinella cornua
Axinella cornua är en svampdjursart som beskrevs av Sim, Kim och Byeon 1990. Axinella cornua ingår i släktet Axinella och familjen Axinellidae.
Artens utbredningsområde är havet utanför Sydkorea. Inga underarter finns listade i Catalogue of Life.